# Karel Burkert
Karel Burkert (Újpest, 1 de desembre de 1909 - Brno, 26 de març de 1991) fou un futbolista búlgar/txec de la dècada de 1930.
Començà la seva carrera al Levski Sofia, arribant a disputar un partit amb la selecció de Bulgària el 1934. A continuació jugà al SK Židenice i a la selecció de Txecoslovàquia, amb la qual disputà el Mundial de 1938.